# Антон Бідзіля
Антон Бідзіля (угор. Bidzilya Anton; нар. 7 червня 2000, Ужгород, Україна) — угорський футболіст, півзахисник МТК, який виступає в оренді за «Ракоці».

## Клубна кар'єра
У 2000 році в складі футзального клубу «Сінай» з Мукачева посів третє місце на Кубку України серед футболістів 1999 і 2000 років народження. У сезоні 2012/13 років визнаний найкращим гравцем всеукраїнських зональних змагань з футболу «Шкіряний м'яч — Кубок Coca-Cola», де виступав у складі ужгородської школи № 19. Згодом Бідзіля перебрався до Угорщини, де займався в академіях футбольних клубів «Тарпа» (до 2014 року), «Дебрецен» (2014-2016) і МТК (2016-2018). Дебют за основний склад МТК для Антона Бідзіля відбувся 3 червня 2018 року в матчі другого дивізіону Угорщини проти «Шиофока» (0:1). За підсумками сезону команда посіла перше місце в другому дивізіоні і вийшла у вищий дивізіон країни. У чемпіонаті Угорщини 18-річний футболіст дебютував 2 березня 2019 року в поєдинку проти «Уйпешта» (0:0).
Влітку 2019 року відданий в оренду в клуб «Бекешчаба 1912» з другого дивізіону, де виступав протягом наступних півтора року. У січні 2021 року перейшов у піврічну оренду в «Ракоці».

## Кар'єра в збірній
У травні 2018 року був викликаний головним тренером збірної Закарпаття Іштваном Шандором для участі в чемпіонаті світу ConIFA. Команда змогла дійти до фіналу, де в серії пенальті здолала Північний Кіпр (0:0 основний час і 3:2 по пенальті).

## Статистика виступів

### Клубна
| Клуб              | Сезон | Ліга  | Ліга | Кубок | Кубок | Єврокубки | Єврокубки | Загалом | Загалом |
| Клуб              | Сезон | Матчі | Голи | Матчі | Голи  | Матчі     | Голи      | Матчі   | Голи    |
| ----------------- | ----- | ----- | ---- | ----- | ----- | --------- | --------- | ------- | ------- |
| МТК (Будапешт)    |       |       |      |       |       |           |           |         |         |
| 2017–18           | 1     | 0     | 0    | 0     | –     | –         | 1         | 0       |         |
| 2018–19           | 2     | 0     | 1    | 0     | –     | –         | 3         | 0       |         |
| Загалом           | 3     | 0     | 1    | 0     | 0     | 0         | 4         | 0       |         |
| Усього за кар'єру |       | 3     | 0    | 1     | 0     | 0         | 0         | 4       | 0       |